# Bokang Phelane

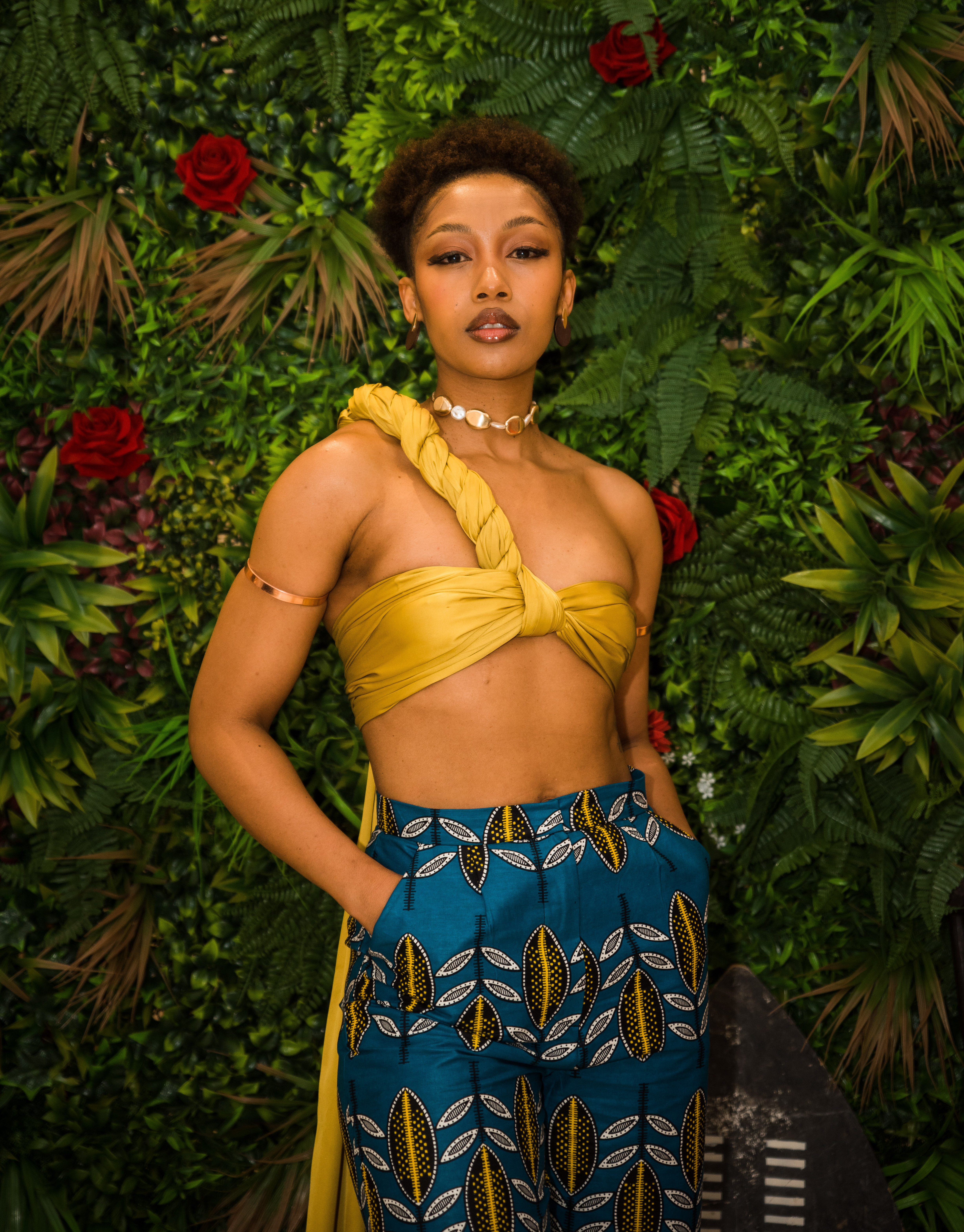
Bokang Phelane, 2022

Bokang Phelane (* in Maseru) ist eine südafrikanisch-lesothische Schauspielerin, Drehbuchautorin und Filmproduzentin.

## Biografie
Phelane wuchs in Maseru auf. Sie studierte an der Monash South Africa Psychologie. Ihr Debüt gab sie 2016 in der Fernsehserie Hard Copy. Anschließend wurde sie 2017 für die Serie Single Guys gecastet. Im selben Jahr spielte sie in Keeping Scores mit.
Außerdem trat Phelane 2018 in Emoyeni auf. Unter anderem war sie 2020 in Isipho Sothando zu sehen. 2022 bekam sie in der Serie Blood Psalms die Hauptrolle.

## Filmografie (Auswahl)
Filme
- 2020: Ho Kena Ho Eona
- 2023: Courting Anathi

Serien
- 2016: Hard Copy
- 2016: Single Guys
- 2017: Keeping Scores
- 2018: Angry Amber
- 2018: Emoyeni
- 2020: Isipho Sothando
- 2020: Kodwa Ma
- 2021: Istina
- 2022: Blood Psalms
- 2023: Giyani – Land of Blood